# 광양 장동리 쌍효정려비
광양 장동리 쌍효정려비는 대한민국 전라남도 광양시 옥곡면에 있다. 2007년 7월 4일 광양시의 향토문화유산 제4호로 지정되었다.

## 개요
고종 29년(1892)에 효자 전주 류씨 류계양과 효부 해주 오씨에게 쌍효정려비를 건립하도록 교지를 내렸다. 아비가 병이 들어 오래도록 침상에 누워 있을 때 해주오씨 역시 효도를 다해 약이며 먹을 것들을 직접 마련하고, 겨울밤이면 두세번이라도 일어나 불을 지폈다. 하루는 갑자기 위급해지자 남편은 손가락을 베어 피를 입에 넣어드리고 아내는 허벅지 살을 베어 보필하였다. 쌍효정려비각의 의미를 후대에 전하고자 향토문화유산으로 지정하였다.

## 건립 경위
옥곡면 장동리 장동마을 입구에 소재한 이 비각은 1892년 고종이 효자 전주 류씨 류계양과 해주 오씨에게 교지를 내렸으며, 1928년 류계양의 손자인 류채규가 건립한 것이다.
정려비각 옆으로 류씨 문중제각이 나란히 세워져 있다.
이 비각은 고종의 교지를 받고도 가세가 빈곤하여 세우지 못하다 일제치하인 1929년 손자인 가선대부 오위장 류채규에 의해 건립되었는데, 비석의 지붕 사방에 태극문양을 각인해 독립을 염원하는 정성이 깃들여 있는 것으로 추정된다.